# Oliveira Andrade
Claudemir de Oliveira Andrade, mais conhecido como Oliveira Andrade (Campinas, 30 de março de 1950) é um locutor esportivo, jornalista, radialista e apresentador brasileiro.
Desde 2012 realiza transmissões esportivas no canal BandSports. Em 2023 começou a transmitir os jogos da Liga Profissional Saudita de 2023–24 pelo Canal 21 que também é pertencente ao Grupo Bandeirantes.

## Biografia
Começou como repórter de campo até chegar às funções de narrador esportivo e apresentador. Passou pelos maiores órgãos de comunicação do Brasil, como Rede Bandeirantes (São Paulo), Rede Globo (São Paulo e Rio de Janeiro, onde trabalhou por mais de 15 anos), Rádio Brasil (Campinas), Rádio Cultura (Campinas), Rádio Educadora (Campinas) e EPTV (Campinas).
Em 2008, trabalhava na Rede Record (São Paulo), onde chegou em 2002 com a equipe por conta da parceria com a Traffic e apresentava o programa Show da Manhã que posteriormente passou a chamar-se Jornal de Serviço) na Rádio Jovem Pan (São Paulo).
Casado, é pai de três filhos. Tem residência fixa em Campinas e é torcedor da Ponte Preta e do Palmeiras.

### Período na TV Globo
Pela TV Globo, narrou as Copas do Mundo de 1982 - decisão do terceiro lugar entre Polônia x França, como “off”, o titular era Galvão Bueno - 1990 e 1994 e as Olimpíadas de 1988, 1992 e 1996 e era o substituto de Galvão Bueno em alguns jogos do Brasil e em algumas corridas de Fórmula 1, além de transmitir, em sua maioria, jogos de clubes paulistas, entre outros.
Também apresentou os programas esportivos da casa, como o Globo Esporte e Esporte Espetacular. Também fez o jornalístico Globo Rural. Deixou a Globo em 1998.
Em 1999, foi para a Rede Bandeirantes, por causa da terceirização do esporte para a Traffic. Estreou na emissora narrando o Campeonato Paulista de 1999.

### Na Record TV e Jovem Pan
Saiu da Rede Bandeirantes em 2002, quando foi para a RecordTV, juntamente com parte da equipe. Entre anos de 2007 até 2009, Oliveira foi narrador do Campeonato Baiano de Futebol pela TV Itapoan, emissora do Grupo Record, atual Record Bahia, e também narrou jogos da Liga dos Campeões da Europa pela Record News.
No rádio, foi apresentador do programa Jornal de Serviços e âncora de jornadas esportivas pela Rádio Jovem Pan, em São Paulo.
Em 2012, Oliveira volta às narrações esportivas após pouco mais de dois anos longe da televisão, agora pelo BandSports, substituindo Eduardo Vaz, que foi para a RecordTV. Com o fim do Jornal de Serviço em 2013, em substituição pelo programa Jovem Pan Morning Show, Oliveira Andrade foi integrado ao Jornal da Manhã na Rádio Jovem Pan. Pouco tempo depois, deixou a rádio.

### Retorno ao Grupo Bandeirantes
A exemplo de Eduardo Vaz, que cobriu as Olimpíadas de Londres pela RecordTV, em 2012, Oliveira Andrade foi contratado pelo BandSports, canal esportivo do Grupo Bandeirantes e fez parte da equipe esportiva que trabalhou no mesmo evento junto com Luciano do Valle, Carlos Fernando, Ivan Zimmermann e outros. Por conta das transmissões da Olimpíadas de Londres, Oliveira Andrade se afastou provisoriamente da Jovem Pan. No BandSports, durante os Jogos Olímpicos de Londres, coube a Oliveira a responsabilidade de narrar vários eventos, sendo o mais marcante a vitória do Brasil sobre os Estados Unidos na final do voleibol feminino.

#### Trabalhos recentes
Atualmente, Oliveira trabalha no Grupo Bandeirantes. No canal por assinatura BandSports, narra competições de futebol, voleibol e tênis. Oliveira Andrade narrou algumas partidas do Campeonato Mundial de Futebol Sub-17 de 2013 pela Rede Bandeirantes. No dia 24 de abril de 2014, Oliveira Andrade foi confirmado como novo locutor da Rede Bandeirantes, ocupando a lacuna deixada na equipe de esportes após o falecimento de Luciano do Valle em 19 de abril do mesmo ano, porém a contratação de Oliveira já estava em andamento antes mesmo da morte de Do Valle. Sendo assim Andrade se juntou com Téo José, Nivaldo Prieto e Ulisses Costa para fazer parte das transmissões da Copa do Mundo FIFA de 2014 realizada no Brasil.  Estreou na Band no dia 27 de abril de 2014, um domingo, narrando a partida entre Corinthians e Flamengo no Estádio do Pacaembu, válida pelo Campeonato Brasileiro.
Oliveira Andrade seria o narrador titular e iria transmitir as partidas do Brasil na Copa do Mundo FIFA de 2014 pelo canal BandSports, porém, devido ao falecimento de Luciano do Valle, a escala de narradores foi alterada e ele trabalhou em vários jogos pela Rede Bandeirantes. Pelo BandSports, narrou a semifinal entre Argentina x Holanda e a decisão do 3º lugar entre Brasil e Holanda.
Em 2016, Oliveira narrou várias partidas da Eurocopa pela Rede Bandeirantes.   Foi o narrador das partidas do Novo Basquete Brasil, quando a emissora transmitiu a liga, entre 2016 e 2019. Em fevereiro de 2018, com a saída de Téo José, passou a ser o narrador titular das partidas da Liga dos Campeões da UEFA e da emissora em si. Oliveira  também narrou a Copa do Mundo de Futebol Feminino Sub-17 de 2018 pela Band.. No ano de 2020, Oliveira Andrade  transmitiu e uma das modalidades transmitida pelo narrador foi o Futebol nos Jogos Olímpicos de Verão de 2020, que foi realizado em Tóquio no Japão.

###### Década de 2020
Em 2020, com a estreia do canal Conmebol TV, ele passa a ser narrador dos jogos da Copa Sul-Americana e da Taça Libertadores da América.
Em 26 de janeiro de 2023, ele deixou a Band aberta após 9 anos, mas permanecerá no BandSports, já que o canal pertence ao Grupo Band, porém as equipes esportivas tem orçamentos diferentes.
Em 2 de setembro do mesmo ano, o experiente locutor esportivo realizou a transmissão de pré estreia do Canal 21 Sports, pertencente ao Grupo Band.. Eduardo Castro fez os comentários e Oliveira Andrade narrou a goleada do Al Fateh por cinco a zero sobre o Al Ahli na Liga Profissional Saudita de 2023–24.
No final de 2023, no mês de dezembro, Oliveira Andrade, fecha contrato com a Record para narrar o Campeonato Paulista de Futebol de 2024 junto com Walter Casagrande fazendo comentários dos times e Renato Marsiglia fazendo comentários da arbitragem e Márcio Canuto nas reportagens. A transmissão será feita em sinal aberto pela Record; nas plataformas digitais como R7 e PlayPlus, o locutor esportivo Silvio Luiz e os humoristas Bola e Carioca farão as transmissões das partidas pela internet. Oliveira Andrade narrou duas primeiras partidas do Campeonato Paulista 2024, porém, foi demitido em sequência; o motivo do desligamento, dito pela Record seria que Oliveira teria desagradado na sua função de narrador, além de ter recebidos duras críticas dos telespectadores e por não ter aceito o pedido da direção da emissora para mudar seu estilo. O jornalista e narrador esportivo Lucas Pereira foi contratado para ficar no lugar de Oliveira Andrade e continuar transmitindo os jogos do Campeonato Paulista de Futebol de 2024.

### Controvérsia
Em entrevista ao podcast "Tomando Uma Com..." em 2024, Oliveira Andrade afirmou que lançou a carreira de Luís Roberto: ""O Luís Roberto encontrou comigo várias vezes nos estádios. Ele, pela rádio, eu, pela TV. Ele sempre vinha falar comigo. Em uma das vezes ele me entregou duas fitas com narrações dele na Bandeirantes. 'Pô, me dá uma força lá'. Eu levei as fitas e entreguei. Eu já sabia que a Globo estava querendo contratar um outro narrador. "Fiquei chateado com o Luís Roberto. Porque quando ele foi contratado, ele não teve uma palavra comigo, não. Não teve uma palavra de 'Pô, você me deu uma força. Muito obrigado'. Nada, nada disso. Na época me chateei. Não tenho nada contra ele, é um bom sujeito".